# Яго Сампайо
Яго Сампайо Силва (порт. Iago Sampaio Silva) — полузащитник бразильского клуба «Веранополис».

## Биография
Яго родился в Рио-де-Жанейро, Бразилия. С 2010 по 2015 годы выступал за молодежные команды «Флуминенсе» и «Гремио». Профессиональную карьеру начал в 2016 году в «Гремио». В 2016 году стал обладателем Кубка Бразилии. В 2017 году завоевал Кубок Либертадорес. В том же году клуб пробился в финал Клубного чемпионата мира. На правах аренды выступал в клубе второго дивизиона «Фигейренсе». В январе 2018 был арендован «Балтикой» из ФНЛ.

## Достижения
- Обладатель Кубка Бразилии: 2016